# Lunania mexicana
Lunania mexicana är en videväxtart som beskrevs av T. S. Brandeg.. Lunania mexicana ingår i släktet Lunania och familjen videväxter. Inga underarter finns listade i Catalogue of Life.